# 司马元兴
司马元兴（？—493年8月1日），名绍，字元兴，以字行，河内温县（今河南省温县）人，安平献王司马孚的后裔，东晋右卫将军、散骑常侍、中护军、使持节、侍中、太尉公、河间武王司马钦的玄孙，东晋侍中、左卫将军、河间景王司马昙之的曾孙，北魏安远将军、丹阳简侯司马叔璠的孙子，北魏宁朔将军、骠骑府从事中郎、镇西将军、略阳王府长史、宜阳子司马道寿的长子，司马仲明的兄弟。
司马元兴在北魏官至宁朔将军、固州镇将、镇东将军、渔阳太守，承袭了父亲的爵位宜阳子。北魏太和十七年岁次戊申七月庚辰朔十二日壬子（493年8月1日），司马元兴在家中去世，永平四年岁次辛卯十月癸亥朔十一日癸酉（511年11月16日），迁葬于温城西北二十里。其墓志首踢《魏故宁朔将军固州镇将镇东将军渔阳太守宜阳子司马元兴墓志铭》，于清朝乾隆二十年（1755年）在河南孟县出土，与同时出土的三方墓志并称“四司马墓志”，是魏碑中的名品。